# Schauernheim
Schauernheim ist einer von zwei Ortsteilen der Ortsgemeinde Dannstadt-Schauernheim im Rhein-Pfalz-Kreis in Rheinland-Pfalz.

## Lage
Schauernheim liegt im nordwestlichen Teil der Ortsgemeinde. Durch den Ort fließen außerdem der Stechgraben und die Marlach.

## Geschichte
Schauernheim ist wahrscheinlich eine fränkische Gründung des 6./7. Jahrhunderts und wurde erstmals am 11. April 768 in einer Urkunde im Lorscher Codex in der Form „Scurheim“ erwähnt. Bis zur Reformationszeit gehörte Schauernheim zum Benediktiner-, später Dominikanerinnenkloster Lambrecht. Nach der Aufhebung des Klosters im Jahre 1553 durch Friedrich II. wurde das Dorf Schauernheim mit dem übrigen Klostergut der kurpfälzischen Universität Heidelberg übertragen und blieb dadurch bis zur Französischen Revolution mittelbar unter der Herrschaft des Kurfürsten und Pfalzgrafen bei Rhein. Von 1798 bis 1814, als die Pfalz Teil der Französischen Republik (bis 1804) und anschließend Teil des Napoleonischen Kaiserreichs war, war Schauernheim in den Kanton Mutterstadt eingegliedert. Anschließend wechselte der Ort in das Königreich Bayern. Von 1818 bis 1862 gehörte er dem Landkommissariat Speyer an; aus diesem ging das Bezirksamt Speyer hervor. 

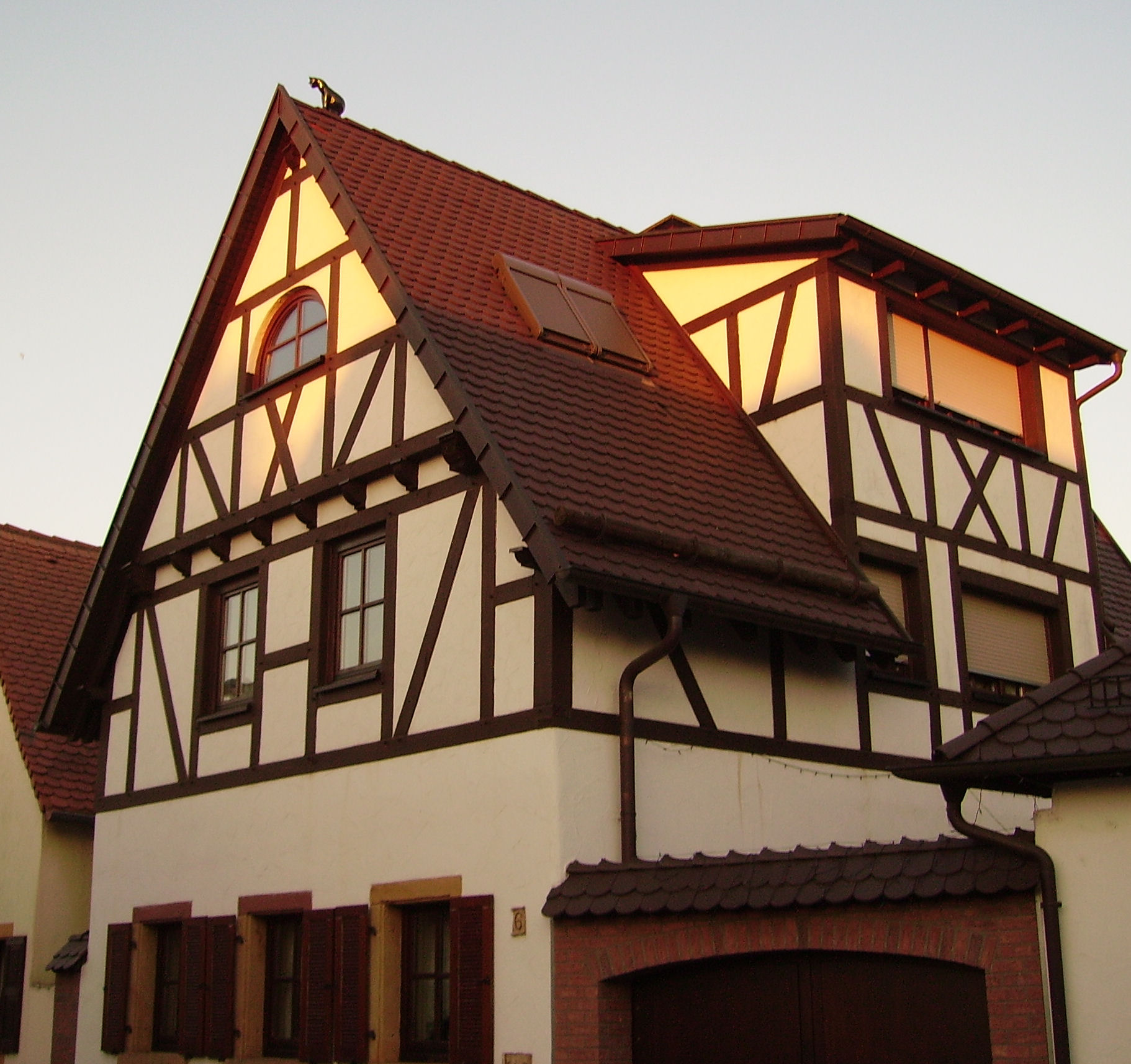
Fachwerkhaus in Schauernheim

Erst im 18. Jahrhundert hatte in Schauernheim ein Anstieg der Bevölkerungszahlen eingesetzt, wie im Nachbarort Dannstadt durch die Zuwanderung nach 1797 verursacht, welche die Einwohnerzahl von 340 im Jahr 1810 auf 526 im Jahr 1848 ansteigen ließ. Der höchste Bevölkerungsstand im 19. Jahrhundert war 1870 mit 580 Menschen erreicht. Ab 1886 war Schauernheim Bestandteil des neu geschaffenen Bezirksamts Ludwigshafen. Bis zum Ersten Weltkrieg vergrößerte sich der Ort nicht mehr. 
Seit der Zwischenkriegszeit wurden in Schauernheim in erster Linie Wohnungen für in Ludwigshafen und Mannheim arbeitende Arbeiter und Angestellte mit ihren Familien errichtet; hierzu wurden im Norden und Westen Neubaugebiete erschlossen. 1928 hatte der Ort 692 Einwohner, die in 121 Wohngebäuden lebten. Die Katholiken gehörten seinerzeit zur Pfarrei von Dannstadt, die Protestanten zu derjenigen von Fußgönheim. Seit 1938 gehörte Schauernheim zum neugebildeten Landkreis Ludwigshafen.
Nach dem Zweiten Weltkrieg wurde Schauernheim innerhalb der französischen Besatzungszone Teil des damals neu gebildeten Landes Rheinland-Pfalz. 1960 betrug die Bevölkerungszahl 958 Einwohner. Im Zuge der ersten rheinland-pfälzischen Verwaltungsreform wurde Schauernheim am 7. Juni 1969 mit der Nachbargemeinde Dannstadt zur neuen Ortsgemeinde Dannstadt-Schauernheim zusammengelegt.

## Infrastruktur
Am südlichen Siedlungsrand führt die Bundesautobahn 65 vorbei. Dort befindet sich außerdem die Anschlussstelle Dannstadt-Schauernheim.

## Kultur
Im Ort befindet sich mit dem Langen Stein ein Menhir.